# الشيخ يوسف
قرية الشيخ يوسف هي إحدى القرى التابعة لمركز المراغة بمحافظة سوهاج في جمهورية مصر العربية. حسب إحصاءات سنة 2006، بلغ إجمالي السكان في الشيخ يوسف 8849 نسمة، منهم 4527 رجل و4322 امرأة.